# Jānis Pujats
Jānis Pujats (Nautrani, Letonia, 14 de noviembre de 1930) es un cardenal católico letón. Fue arzobispo de Riga y presidente de la Conferencia Episcopal Letona.

## Biografía
Nació en la ciudad de Nautreni. Sus padres, agricultores, eran profundamente católicos. Tuvieron cuatro hijas y cuatro hijos, tres de los cuales llegaron a ser sacerdotes. Los habitantes nativos de la provincia son en su mayoría católicos. De la parroquia de Nautrani provienen más de veintena de sacerdotes.
Después de completar la escuela secundaria en Rēzekne en 1948, fue al seminario de Riga hasta que fue cerrado por la Unión Soviética en 1951. Dos meses más tarde fue ordenado en una ceremonia secreta por el arzobispo Antonijs Springovics. 

### Sacerdocio
Realizó su trabajo pastoral, especialmente en las parroquias de Riga. Al mismo tiempo, durante varios años fue profesor de Historia del arte sacro y de Liturgia en el Seminario Teológico de su diócesis. Fue consultor de la archidiócesis de Riga y secretario de la Comisión Litúrgica.
Durante el mandato del papa Pablo VI, implementó la reforma litúrgica y publicó el primer misal en letón, de acuerdo a las normas del Concilio Vaticano II. En 1972 fue nombrado capellán de Su Santidad. Durante cinco años (1979-1984) fue vicario general en la Curia Metropolitana de Riga.
En 1984 fue obligado a abandonar la curia porque el régimen comunista de la Unión Soviética, de la que entonces formaba parte Letonia, le declaró persona non grata. Así que trabajó como simple párroco hasta de la adquisición de la independencia.

## Episcopado

### Arzobispo de Riga
El 8 de mayo de 1991, el Papa Juan Pablo II lo nombró arzobispo de Riga. Fue consagrado el 1 de junio del mismo año, por manos del arzobispo Francesco Colasuonno. 
En septiembre de 1993, como arzobispo de Riga, tuvo la alegría de acoger la histórica visita apostólica de Juan Pablo II a Letonia y los otros dos países bálticos, Lituania y Estonia. Con profunda emoción el arzobispo mostró al sucesor de Pedro los signos de recuperación de una Iglesia profundamente marcada por la persecución. En particular, se recuerda la celebración en el Santuario de Aglona, corazón mariano de Letonia, donde la Iglesia de esta tierra ofreció con el Papa a la Madre de Dios, las lágrimas del pasado y las expectativas para el futuro. Esa fue la época del "Magnificat" de los católicos en Letonia después de los largos años de prueba. 
Con gran pasión por la Iglesia, el arzobispo de Riga ha estado muy comprometido con el crecimiento de la Iglesia en Letonia, aunque los obstáculos sean muchos. 
En 2005, presentó su renuncia como lo establece el Código de Derecho Canónico. El 19 de junio de 2010, el papa Benedicto XVI aceptó su renuncia como arzobispo de Riga, nombrado a su sucesor al mismo tiempo. 

## Cardenalato
En febrero de 1998 fue nombrado cardenal in pectore por el papa Juan Pablo II; su cardenalato no fue anunciado públicamente hasta el consistorio del 21 de febrero de 2001.
El 2 de abril de 2005, tras la muerte de Juan Pablo II, pierde sus cargos en los dicasterios de los que es presidente o miembro, de acuerdo con la constitución apostólica Pastor Bonus. Participó como cardenal elector que participó en el Cónclave que conducirá a la elección del Benedicto XVI; este último, el 21 de abril siguiente, renueva los nombramientos curiales del cardenal Pujats donec aliter provideatur ("hasta que se disponga lo contrario").
El arzobispo Pujats, además de letón, habla ruso, polaco, lituano, alemán y latín. Es conocido por ser el único miembro del sínodo de obispos que habla exclusivamente latín cuando está al micrófono, tanto en los encuentros de 2001 como en 2005.

### Curia romana
Desde 2001 pertenece a la Congregación para las Causas de los Santos.

## Posiciones políticas e ideológicas

### Moralidad
En mayo de 2007 escribió una carta abierta protestando por la marcha del orgullo gay prevista el 3 de junio de 2007, que forma parte de los «Días de amistad y orgullo» de Riga. Se refirió a la homosexualidad como una "depravación absoluta del comportamiento sexual» y una «forma contranatura de prostitución". Continuó exhortando a los creyentes a "estar preparados para salir a la calle" para protestar por el acontecimiento, "no para crear desórdenes, pero para ofrecer una posición disciplinada en apoyo al gobierno, porque en este importante asunto moral, el gobierno está del lado de los cristianos".

### Amoris Laetitia
También se ha mostrado crítico con el documento Amoris Laetitia del Papa Francisco, afirmando que "la mentalidad que subyace en el texto es demasiado liberal". Preguntado sobre si es posible dar la comunión a los que viven en un estado more uxorio o a los divorciados en nueva unión civil, contestó que "no es posible, porque no están en estado de gracia. Estas personas, con quienes por supuesto hay el deber de atención pastoral, no pueden hacer la comunión sacramental. De hecho ellos no están casados legítimamente y por lo tanto están en pecado mortal. Todo esto forma parte de la doctrina de los sacramentos". Y continuó diciendo: "La enseñanza de la Iglesia no cambia y nadie tiene permitido hacer esto. Todo está escrito en el Evangelio y debe ser aceptado. ¿Qué vamos a discutir?".

### Declaración de Verdades
El 10 de junio de 2019 publicó, junto con el obispo Athanasius Schneider, O.R.C., el cardenal Raymond Leo Burke y los arzobispos kazajos Tomasz Peta de Astaná y Jan Paul Lenga, una "Declaración de Verdades" de 40 puntos que reafirma las enseñanzas tradicionales de la Iglesia Católica. Los obispos escribieron que tal declaración era necesaria en una época de "confusión y desorientación doctrinal casi universal". Pasajes específicos de la declaración responden implícitamente a los escritos del Papa Francisco. La declaración establece que "la religión nacida de la fe en Jesucristo" es la "única religión querida positivamente por Dios", aparentemente aludiendo al Documento sobre la Fraternidad Humana firmado por el Papa Francisco, que declaró que la "diversidad de religiones" es "querida por Dios". Tras cambios recientes en el Catecismo para oponerse a la pena capital, la declaración establece que la Iglesia "no se equivocó" al enseñar que las autoridades civiles pueden "ejercer legalmente la pena capital" cuando sea "verdaderamente necesario" y para preservar el "orden justo de las sociedades".